# Eidgenössische Chronik (Schodoler)

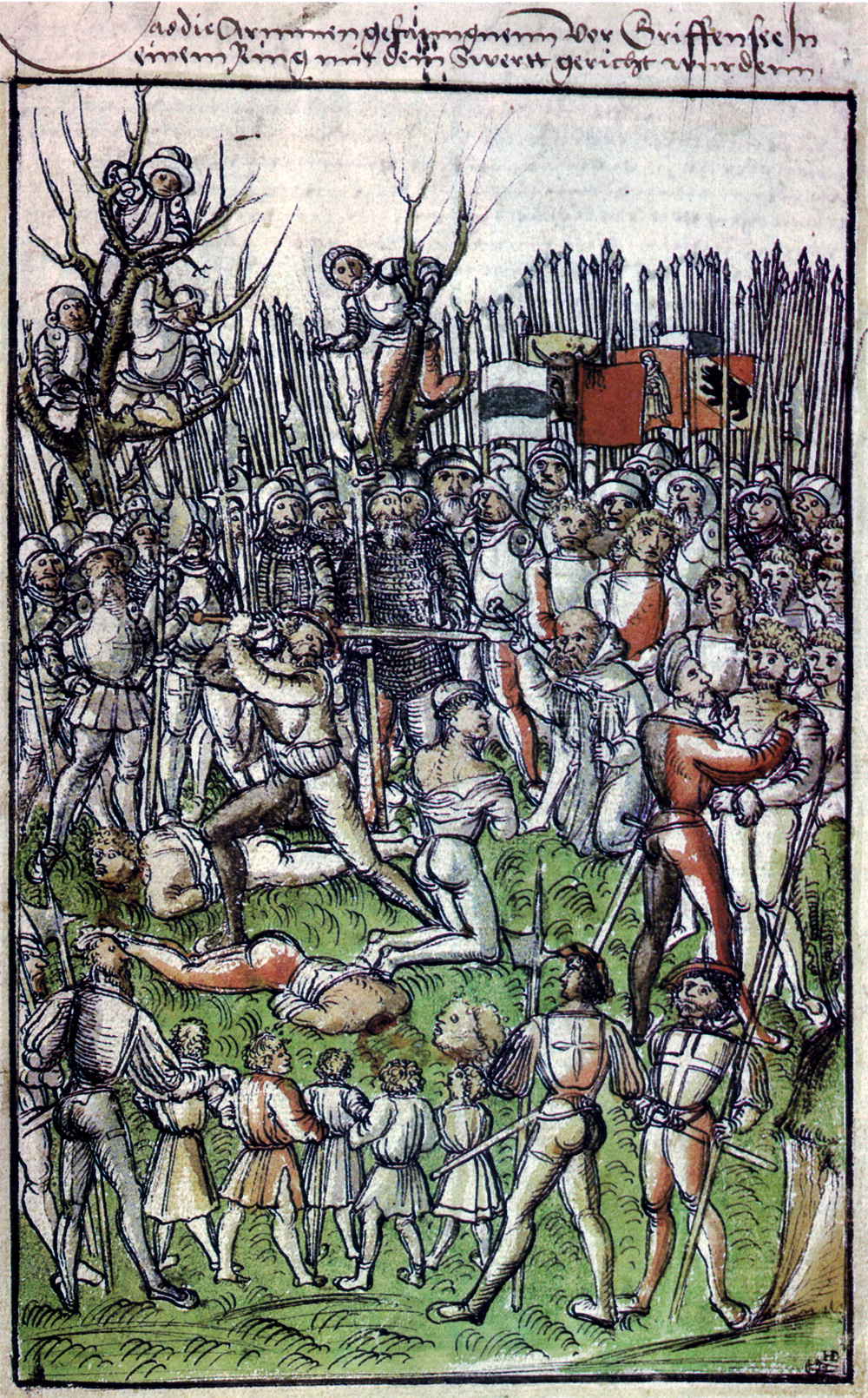
Der Mord von Greifensee, Illustration aus der Eidgenössischen Chronik

Die Eidgenössische Chronik ist die jüngste der bedeutenden Schweizer Bilderchroniken des Spätmittelalters. Sie wurde zwischen 1510 und 1535 in Bremgarten durch den Chronisten Werner Schodoler in der Tradition der Schweizer Bilderchronik zusammengestellt.
Sie besteht aus drei Bänden von total 1470 Seiten mit 328 teils kolorierten Zeichnungen. Band 1 wurde trotz des dafür frei gelassenen Raumes nie illustriert. Schrift und Schriftbild der Chronik zeigen grosse Ausgeglichenheit und Geschlossenheit. Die Illustratoren sind dem Umkreis von Urs Graf, Hans Leu d.J. und Niklaus Manuel zuzuordnen.
Die drei Bände der Chronik befinden sich heute an unterschiedlichen Orten. Band 1 in der Leopold-Sophien-Bibliothek in Überlingen, Band 2 im Stadtarchiv in Bremgarten und Band 3 in der Aargauer Kantonsbibliothek.
Inhaltlich spannt Schodoler den Bogen von der Erbauung der Städte Zürich, Luzern und Bern, über die Gründung der Eidgenossenschaft zu den zahlreichen kriegerischen Konflikten mit Habsburg, die Burgunderkriege, dem Schwabenkrieg und zuletzt den italienischen Feldzügen. Es wird vermutet, dass Schodoler ein Augenzeuge der Schlacht bei Marignano war. Daneben werden auch zahlreiche lokale Geschichten behandelt und illustriert, wie die Mordnacht von Zürich, der Waldmannhandel oder der Jetzerhandel.